# Енно фон Рінтелен
Енно Еміль Рінтелен, з 1913 року — фон Рінтелен (нім. Enno Emil von Rintelen; 6 листопада 1891, Штеттін — 7 серпня 1971, Гайдельберг) — німецький офіцер і дипломат, генерал піхоти вермахту. Кавалер Німецького хреста в сріблі.

## Біографія
Син генерал-лейтенанта Прусської армії Вільгельма фон Рінтелена (1855‒1938), який в 1913 році отримав спадкове дворянство, і його дружини Гедвіг, уродженої Русселль (1865‒1953).
17 вересня 1910 року вступив в 1-й померанський гренадерський полк «Король Фрідріх Вільгельм IV» № 2 (Штеттін). Учасник Першої світової війни. З 2 серпня по 24 вересня 1914 року — ад'ютант 3-го батальйону 2-го резервного піхотного полку. З 13 січня по 22 серпня 1915 року — офіцер для доручень в штабі 81-го резервної піхотної бригади. З 13 грудня 1915 року служи в штабі 2-го гренадерського полку, з 13 лютого 1916 року — полковий ад'ютант, з 15 вересня 1917 року — командир роти свого полку. 17 грудня 1917 року відряджений в штаб 109-ї піхотної дивізії, 24 січня 1918 року — в 227-й польовий артилерійський полк. З 5 березня по 5 квітня і з 3 по 23 травня 1918 року знову служив в штабі 109-ї піхотної дивізії, з 24 травня по 12 липня 1918 року — в 11-му армійському корпусі, з 14 липня 1918 року — в Генштабу 78-ї резервної дивізії, з 17 серпня 1918 року — в Генштабі 44-ї дивізії ландверу.
18 грудня 1918 року переведений назад у 2-й гренадерський полк. 10 січня 1919 року відряджений у головнокомандування 2-го армійського корпусу. З 1 жовтня 1919 року — допоміжний офіцер у штабі 2-го військового округу. 3 лютого 1920 року відряджений в Імперське військове міністерство. З 1 квітня 1921 року служив у 5-му (прусському) піхотному полку (Штеттін). З 1 жовтня 1922 року — офіцер розвідки в штабі 1-го групового командування (Берлін) з правом носіння форми Імперського військового міністерства. З 1 серпня 1922 року служив у штабі 6-ї дивізії (Мюнстер), з 1 жовтня 1922 року — в Генштабі 2-го групового командування (Кассель). З 1 жовтня 1925 року — командир 16-ї роти 15-го піхотного полку (Кассель). З 1 жовтня 1928 року служив в штабі 2-ї кавалерійської дивізії (Бреслау), з 1 жовтня 1932 року — в штабі 3-го піхотного керівника (Потсдам). З 1 жовтня 1934 року — командир 1-го батальйону піхотного полку «Деберіц». З 1 жовтня 1935 року служив у Військовій академії в Берліні-Вільмерсдорфі.
З 1 жовтня 1936 року — військовий аташе німецького посольства в Римі, з листопада 1937 по 7 квітня 1939 року — також в Тирані. З 20 квітня 1940 року — німецький уповноважений генерал при головнокомандуванні збройними силами Італії. 1 вересня 1943 року відправлений у командний резерв. 5—25 січня 1944 року пройшов курс командира корпусу. 31 грудня 1944 року звільнений у відставку.
26 липня 1946 року арештований американською окупаційною владою. 20 грудня 1947 року звільнений. З 1952 року — керівник винокурні «Райхсрат фон Булль» у Дайдесгаймі.

## Сім'я
9 червня 1920 року одружився в Штеттіні з Ерніною Бой-Кесслер (23 квітня 1897, Штеттін — 5 лютого 1988, Гайдельберг), дочкою майора Прусської армії Гаррі фон Кесслера. В пари народились дочка і син.

## Звання
- Фанен-юнкер (17 вересня 1910)
- Унтерофіцер (27 січня 1911)
- Фенріх (23 травня 1911)
- Лейтенант (27 січня 1912; патент від 30 січня 1910)
- Оберлейтенант (18 вересня 1915)
- Гауптман (18 жовтня 1918)
- Майор (1 квітня 1931; патент від 1 жовтня 1929)
- Оберстлейтенант (1 грудня 1933)
- Оберст (1 жовтня 1935)
- Генерал-майор (1 червня 1939)
- Генерал-лейтенант (1 червня 1941)
- Генерал піхоти (1 липня 1942)

## Нагороди
- Залізний хрест 2-го і 1-го класу
- Почесний хрест ветерана війни з мечами
- Пам'ятна військова медаль (Угорщина) з мечами
- Медаль «За вислугу років у Вермахті» 4-го, 3-го, 2-го і 1-го класу (25 років; 2 жовтня 1936) — отримав 4 нагороди одночасно.
- Орден Святих Маврикія та Лазаря, великий хрест (Королівство Італія)
- Орден Скандербега, великий офіцерський хрест (Албанія)
- Орден військових заслуг (Іспанія) 3-го класу, білий дивізіон
- Колоніальний орден Зірки Італії, великий офіцерський хрест
- Орден Заслуг (Угорщина), великий хрест
- Хрест Воєнних заслуг
  - 2-го класу з мечами (6 листопада 1940)
  - 1-го класу з мечами (1 вересня 1941)
- Застібка до Залізного хреста 2-го і 1-го класу (6 лютого 1942) — отримав 2 нагороди одночасно.
- Нагрудний знак «За поранення» в чорному (19 грудня 1942)
- Савойський військовий орден, командорський хрест (Королівство Італія)
- Нарукавна стрічка «Африка»
- Німецький хрест в сріблі (31 грудня 1944)